# 大连奶牛场
大连奶牛场位于辽宁省大连市旅顺口区，前身可追溯至1957年建立的旅大地方国营奶牛场。旅大市在1981年更为大连市，故更名为大连奶牛场。1992年，大连市人民政府将大连奶牛场、大连岭前农场、大连华侨果树农场、大连农工商联合总公司合并为大连三环实业集团公司，2004年更为大连三寰集团有限公司。目前，大连三寰集团有限公司是大连市人民政府直属的国有独资农垦企业。大连奶牛场辖区现亦为旅顺口区下辖的一个类似乡级单位。

## 行政区划
下辖以下地区：
英歌石村、水泉村、付家村、大石坎村、林家村、镇泉寺村、山川柳村和大龙沟村。